# Ion Storm Inc.
Az Ion Storm Inc. egy számítógépes játékok fejlesztését végző cég volt. Alapítója John Romero, aki a Doom sorozat készítésében is részt vett. Jelmondata: "Design Is Law". Megalakulása után sokáig nem adott ki semmilyen játékot, és sokáig inkább csak a körülöttük lévő sztárolás, a ballépések sorozata, és a belső feszültségek miatt váltak hírhedtté. Legnépszerűbb játékuk a Deus Ex lett, mely számos díjat is nyert.

## Ion Storm Dallas
A dallasi iroda 1996-ban alakult. Rögtön le is szerződtette őket az Eidos Interactive, és hat játék minél előbbi kiadását vállalták. Első játékuk a Dominion: Storm Over Gift 3 volt, melyet Todd Porter már a korábbi cégénél elkezdett fejleszteni. Úgy számolták, ötvenezer dollár és három hónap elég idő lesz a befejezéshez. Ehelyett majdnem egy évig tartott, és több százezer dollárt felemésztett. A megjelenéskor ráadásul nagyot is bukott, ennek oka a hasonló stílusban készült StarCraft óriási sikere volt.
Másik két fejlesztésük, a Daikatana és az Anachronox is óriási csúszást halmozott fel, miután mindkét játékot átportolták az akkor korszerűbbnek számító Quake 2 grafikus motorra. Az Anachronox végül csak 2001 végén jelent meg, és hiába volt a kritikusok szerint nagyon jó játék, elavult kinézete és az elmaradt reklámkampány miatt nem lett sikeres. A Daikatana pedig az eredetileg 1997 végére kitűzött megjelenést alaposan lekésve, 2000-ben jött ki, az előzetes agresszív reklámkampány ellenére meglehetősen rossz játékmenettel.
A stúdió rengeteg pénzt költött luxuskörülményekre. Irodájuk egy dallasi irodaház 54. emeletén volt, rajta egy hatalmas márvány Ion Storm-logóval. A cég túl gyorsan növekedett és túl sok pénzt öltek bele anélkül, hogy ennek a kiadó bármilyen hasznát látta volna. Így hát az Anachronox befejezése után 2001-ben bezárták a dallasi stúdiót.

## Ion Storm Austin
1997 végén Warren Spectort az Ion Stormhoz hívták dolgozni. Ő viszont nem kívánt Dallasba menni, így Austinban nyitottak egy kisebb stúdiót. Ez a csapat a dallasiak hibáiból sokat tanult. Először nekiláttak a Deus Ex fejlesztésének, majd a közben csődbe ment Looking Glass Studios tagjait maga köré gyűjtötte, és nekiláttak a Thief sorozat licencének megszerzése után a Thief: Deadly Shadows fejlesztésének. A dallasi stúdió bezárása után még megjelentették a Deus Ex 2-t és a Thief 3-at, majd 2005-ben az Eidos ezt a stúdiót is bezárta.

## Játékaik
- Dominion: Storm Over Gift 3 (1998)
- Daikatana (2000)
- Deus Ex (2000)
- Anachronox (2001)
- Deus Ex: Invisible War (2003)
- Thief: Deadly Shadows (2004)